# 穀物種植業
商業性穀物農業多分布於北半球的美國、加拿大、獨立國家國協，和南半球的阿根廷彭巴草原、澳洲等地，主要生產小麥、玉米等作物，其中以小麥為最大宗。此類農業的特色為耕作面積廣大、地勢平坦、土壤肥沃、降水量適中，故易形成專業帶，也由於地廣人稀，農民必須採取機械化、企業化方式經營，並興建穀倉及鐵路來運送小麥或玉米出口。